# 者那河
者那河、位于中国云南省元阳县中部，是元江右岸支流，源流也称窝中河，发源于元阳县牛角寨镇北部新安所村委会以西观音山主峰东南部，蜿蜒东南流至牛角寨镇西北转东北流，经果统村委会肥香村水库，至县城南沙镇西北赛刀村委会排沙转东南流，经县城城区东北部后汇入元江。河长39.7千米，流域面积432.8平方千米，落差2425米。年均径流量2.21亿立方米。者那河上游峰峦叠嶂，是元阳云雾茶的重要产地，中游建有呼山倒虹吸引水灌溉系统，下游地处红河干热河谷，作物可一年三熟。